# Rio Ornain
O rio Ornain é um rio localizado na França, afluente do rio Saulx. Tem 116,2 km de comprimento.
Atravessa os departamentos de Meuse (55) e Marne (51). Algumas das comunas que atravessa são Gondrecourt-le-Château, Ligny-en-Barrois, Velaines, Nançois-sur-Ornain, Bar-le-Duc e Revigny-sur-Ornain.